# Marianne Jäger (Politikerin)
Marianne Jäger (* 8. April 1949 in Dumröse, Pommern) ist eine deutsche Politikerin (Bündnis 90/Die Grünen).
Jäger absolvierte nach der Hauptschule eine Lehre zur technischen Zeichnerin bei Volkswagen. Anschließend erlangte sie die mittlere Reife und wurde staatlich geprüfte Maschinenbautechnikerin. Ab 1976 war sie bei Porsche beschäftigt.
Jäger wurde in den Vorstand des Kreisverbands Böblingen von Bündnis 90/Die Grünen gewählt. Von 2000, als sie für den ausgeschiedenen Abgeordneten Reinhard Hackl nachrückte, bis 2001 war sie Abgeordnete im Landtag von Baden-Württemberg, in dem sie das Zweitmandat des Wahlkreises Böblingen vertrat.
Nachdem Jäger sich 2009 aus der aktiven Politik zurückgezogen hatte, übernahm sie 2015 das Wahlkampfmanagement der Grünen Landesvorsitzenden Thekla Walker, die im März 2016 mit 40 Stimmen Vorsprung das erste grüne Direktmandat im Wahlkreis Böblingen holte. 2017 übernahm sie diese Rolle auch für den Böblinger Oberbürgermeisterwahlkampf von Stefan Belz, der sich am 4. Februar 2018 im ersten Wahlgang unter anderem gegen den Amtsinhaber Wolfgang Lützner durchsetzen konnte.